# Giv'at Cefach
Giv'at Cefach (hebrejsky: גבעת צפח) je vrch o nadmořské výšce 258 metrů v severním Izraeli, v Dolní Galileji.
Leží cca 4 kilometry severozápadně od centra města Nazaret. Má podobu odlesněného pahorku, jehož vrcholová partie i jižní a východní svahy jsou z větší části pokryty zástavbou města Ilut. Na severovýchodním úbočí leží pramen Ejn Rabi (עין רבי) a dál k severu se pak zvedá pahorek Giv'at Rabi, který již je součástí lesního komplexu Ja'ar Cipori. Na severozápad od vrchu leží obec Šimšit.